# Konstanta disocijacije kiseline
Konstanta disocijacije kiselina, Ka, (kiselinska konstanta, konstanta jonizacije kiseline) je kvantitativna mera jačine kiseline u rastvoru. To je konstanta ravnoteže hemijske reakcije poznate kao disocijacija u kontekstu kiselo-baznih reakcija. Ravnoteža se može simbolički zapisati kao:
,
gde je HA generička kiselina. Ona se disocira u A−, koji je poznat kao konjugovana baza kiseline, i vodonični jon ili proton, H+, koji u slučaju vodenih rastvora, postoji kao solvatisani hidronijumski jon. U primeru prikazanom na slici, HA je sirćetna kiselina, a A− je acetatni jon. Hemijske grupe HA, A− i + su u ravnoteži kad se njihove koncentracije ne menjaju u funkciji vremena. Konstanta disocijacije se obično zapisuje kao količnik ravnotežnih koncentracija (u mol/L), obeleženih sa [], [A−] i [+]:
{\displaystyle K_{\mathrm {a} }=\mathrm {\frac {[A^{-}][H^{+}]}{[HA]}} }
Pošto Ka vrednosti pokrivaju opseg sa znatnim brojem redova veličina, logaritamska mera konstante disocijacije kiseline se normalno koristi u praksi. 
{\displaystyle \ pK_{\mathrm {a} }=-\log _{10}K_{\mathrm {a} }}
Što je veća  vrednost, to je manji stepen disocijacije. Slabe kiseline imaju  vrednosti u približnom opsegu −2 do 12 u vodi. Kiseline sa  vrednošću manjom od oko −2 se smatraju jakim kiselinama. Jaka kiselina je skoro potpuno disocirana u vodenom rastvoru, t. j. do te mere da koncentracija nedisocirane kiseline postaje zanemarljiva.  vrednosti jakih kiselina se mogu, međutim, proceniti teorijskim putem ili ekstrapolacijom iz merenja u nevodenim rastvaračima u kojima je konstanta disocijacije manja, poput acetonitrila i dimetil sulfoksida.

## Literatura
- Albert A., Serjeant, E.P. (1971). The Determination of Ionization Constants: A Laboratory Manual. Chapman & Hall.  0-412-10300-1. (Previous edition published as Ionization constants of acids and bases. London (UK): Methuen. 1962.)
- Atkins P.W., Jones, L. (2008). Chemical Principles: The Quest for Insight (4th изд.). W.H. Freeman.  1-4292-0965-8.
- Housecroft, C. E.; Sharpe, A. G. (2008). Inorganic Chemistry (3. изд.). Prentice Hall. ISBN 978-0-13-175553-6. (Non-aqueous solvents)
- Hulanicki A. (1987). Reactions of Acids and Bases in Analytical Chemistry. Horwood.  0-85312-330-6. (translation editor: Mary R. Masson)
- Perrin D.D., Dempsey, B., Serjeant, E.P. (1981). pKa Prediction for Organic Acids and Bases. Chapman & Hall.  0-412-22190-X.
- Skoog D.A., West, D.M.; Holler, J.F.; Crouch, S.R. (2004). Fundamentals of Analytical Chemistry (8th изд.). Thomson Brooks/Cole.  0-03-035523-0.
- Reichardt C. (2003). Solvents and Solvent Effects in Organic Chemistry (3rd изд.). Wiley-VCH.  3-527-30618-8.

## Spoljašnje veze
- Podaci o kiselosti-baznosti u ne-vodenim rastvaračima
- Архивирано на веб-сајту  (30. август 2012)